# Капела (Беловарско-Билогорская жупания)
Капела (хорв. Kapela) — община с центром в одноимённом посёлке в центральной части Хорватии, в Беловарско-Билогорской жупании. Население общины 2984 человека (2011), население посёлка — 428 человек. В состав общины кроме административного центра входит ещё 25 деревень.
Большинство населения общины составляют хорваты — 96,1 %, сербы насчитывают 2,9 %.
Населённые пункты общины находятся в холмистой местности хребта Билогора к северу от Беловара. Посёлок Капела расположен в 6 км от города Беловар и связан с ним местной автомобильной дорогой. Железные дороги по территории общины не проходят.
В 1810 году в деревне Павлин-Клоштар, входящей в состав общины, родился композитор Фердо Русан.